# Kupa na Bălgarija 2015-2016
La Coppa di Bulgaria 2015-2016 è stata la 94ª edizione del torneo. La competizione è iniziata il 23 settembre 2015 e si è conclusa il 24 maggio 2016 con la finale. Il Cska Sofia ha vinto il titolo per la ventesima volta nella sua storia.

## Sedicesimi di finale
Al primo turno partecipano tutte le squadre ammesse alla competizione: le 10 squadre della A PFG, le 14 squadre della B PFG, 8 squadre vincenti le competizioni regionali (Etăr e Lokomotiv Mezdra per il Nord-Ovest, Čern. Balčik e Svetkavica per il Nord-Est, Vihar Stroevo e Nesebăr per il Sud-Est, CSKA Sofia e Pirin Goce Delčev per il Sud-Ovest).
| Squadra 1         | Risultato       | Squadra 2         |
| ----------------- | --------------- | ----------------- |
| 22 settembre 2015 |                 |                   |
| Lokomotiv Mezdra  | 0 – 3           | Liteks Loveč      |
| Čern. Balčik      | 0 – 3           | Lokomotiv GO      |
| Dunav Ruse        | 4 – 0           | Botev Gălăbovo    |
| 23 settembre 2015 |                 |                   |
| Oborište          | 0 – 2           | Lokomotiv Plovdiv |
| Pirin Razlog      | 1 – 7           | Černo More Varna  |
| Lokomotiv Mezdra  | 0 – 5           | Ludogorec         |
| Vihar Stroevo     | 0 – 0 (5-3 dcr) | Dobrudža          |
| Svetkavica        | 0 – 4           | Beroe             |
| Spartak Pleven    | 2 – 1           | Slavia Sofia      |
| Septemvri Simitli | 0 – 4           | Botev Plovdiv     |
| Etăr              | 1 – 1 (4-5 dcr) | Sozopol           |
| Pirin Goce Delčev | 1 – 3           | Montana           |
| Nesebăr           | 1 – 0           | Pirin Blagoevgrad |
| Vereja            | 1 – 3 (dts)     | Bansko            |
| CSKA Sofia        | 3 – 1           | Neftohimik Burgas |
| 24 settembre 2015 |                 |                   |
| Pomorie           | 0 – 0 (2-4 dcr) | Levski Sofia      |

## Ottavi di finale
| Squadra 1         | Risultato       | Squadra 2        |
| ----------------- | --------------- | ---------------- |
| 27 ottobre 2015   |                 |                  |
| Vihar Stroevo     | 0 – 5           | Černo More Varna |
| Spartak Pleven    | 0 – 2           | CSKA Sofia       |
| Sozopol           | 1 – 0           | Botev Plovdiv    |
| Liteks Loveč      | 4 – 2           | Dunav Ruse       |
| 28 ottobre 2015   |                 |                  |
| Nesebăr           | 1 – 3           | Levski Sofia     |
| Lokomotiv Plovdiv | 1 – 1 (2-4 dcr) | Montana          |
| 29 ottobre 2015   |                 |                  |
| Lokomotiv GO      | 1 – 0           | Ludogorec        |
| Beroe             | 3 – 1           | Bansko           |

## Quarti di finale
| Squadra 1        | Risultato       | Squadra 2        |
| ---------------- | --------------- | ---------------- |
| 8 dicembre 2015  |                 |                  |
| Liteks Loveč     | 3 – 0 (dts)     | Levski Sofia     |
| 9 dicembre 2015  |                 |                  |
| Lokomotiv GO     | 1 – 1 (3-4 dcr) | Montana          |
| Beroe            | 0 – 0 (5-3 dcr) | Černo More Varna |
| 10 dicembre 2015 |                 |                  |
| CSKA Sofia       | 3 – 0           | Sozopol          |

## Semifinali
| Squadra 1          | Totale | Squadra 2    | Andata | Ritorno |
| ------------------ | ------ | ------------ | ------ | ------- |
| 6 / 21 aprile 2016 |        |              |        |         |
| Montana            | 2 – 1  | Liteks Loveč | 2 – 0  | 0 – 1   |
| 6 / 20 aprile 2016 |        |              |        |         |
| Beroe              | 0 – 4  | CSKA Sofia   | 0 – 2  | 0 – 2   |

## Finale
| Arbitro: | Stanislav Todorov |

|  |           |             |
|  | Marcatori | 12’ Malamov |